# Raúl Bobadilla
Raúl Marcelo Bobadilla (* 18. Juni 1987 in Formosa) ist ein argentinisch-paraguayischer Fußballspieler, welcher aktuell beim FC Aarau unter Vertrag steht.

## Karriere

### Vereine
Seine Karriere begann er in den Jugendabteilungen von River Plate und den Boca Juniors. Bis 2006 spielte er – ohne Ligaeinsatz – im Kader der Erstligamannschaft. Von dort aus wechselte er im Juli 2006 zum Schweizer Zweitligisten FC Concordia Basel, für den er in 28 Ligaspielen 18 Tore erzielte, sodass der Superligist Grasshopper Club Zürich auf ihn aufmerksam wurde und ihn zur Saison 2007/08 verpflichtete. In seiner ersten Saison bei dem Klub aus Zürich bestritt er 33 von 36 Ligaspielen und erzielte 18 Tore. Obwohl er wegen Verletzungen in der Saison 2008/09 nur 14 Spiele absolvierte, gelangen ihm acht Tore.
Zur Saison 2009/10 wechselte er zum Bundesligisten Borussia Mönchengladbach nach Deutschland, bei dem er einen bis 30. Juni 2013 gültigen Vertrag unterschrieb. Sein Debüt gab er am 9. August 2009 (1. Spieltag) beim 3:3-Unentschieden im Auswärtsspiel gegen den VfL Bochum, sein erstes Bundesligator erzielte er am 28. August 2009 (4. Spieltag) beim 2:0-Sieg im Heimspiel gegen den 1. FSV Mainz 05 mit dem Führungstreffer in der 29. Minute. Am 30. Januar 2010 (20. Spieltag) gelangen ihm beim 4:3-Sieg im Heimspiel gegen Werder Bremen erstmals zwei Tore in einem Bundesligaspiel.
Über ein Leihgeschäft in der Winterpause wurde Bobadilla bis zum 30. Juni 2011 an den griechischen Erstligisten Aris Saloniki ausgeliehen, für den er sieben der neun restlichen Saisonspiele absolvierte und zwei Tore erzielte. Zur Saison 2011/12 kehrte er zur Borussia zurück – bis zum 26. Januar 2012. Einen Tag später wechselte er zum Schweizer Superligisten Young Boys Bern, für die er in seinem ersten Spiel, am 5. Februar 2012 (19. Spieltag), beim 3:1-Sieg im Heimspiel gegen Servette FC Genève mit dem Treffer zum zwischenzeitlichen 3:0, auch sein erstes Tor erzielte. In den verbleibenden 17 Saisonspielen wurde er 13 Mal eingesetzt und traf sechsmal. In der Folgesaison gelangen ihm fünf Tore in 11 absolvierten Ligaspielen. Zudem kam er im Rahmen der Qualifikation für die Europa League zu vier Einsätzen, in denen er zweimal traf. Bei der anschließenden Teilnahme an diesem europäischen Wettbewerb erzielte er fünf Treffer in sechs Partien, darunter einen Hattrick im Aufeinandertreffen mit dem Udinese Calcio aus der italienischen Serie A.
Am 3. Januar 2013 – während der laufenden Saison – wechselte Bobadilla zum Ligakonkurrenten FC Basel. Mit seinem neuen Arbeitgeber wurde er am Ende der Spielzeit Schweizer Meister; Bobadilla trug in zehn Ligaspielen ein Tor dazu bei. Im August 2013 wurde er vom deutschen Bundesligisten FC Augsburg verpflichtet, der ihn mit einem Dreijahresvertrag ausstattete.
Kurz vor Beginn der Saison 2017/18 kehrte er zu Borussia Mönchengladbach zurück und unterzeichnete einen Zweijahresvertrag.
Nach nur einer Saison kehrte Bobadilla von Borussia Mönchengladbach in seine Heimat Argentinien zurück. Er unterzeichnete beim Erstdivisionsklub Argentinos Juniors aus Buenos Aires einen bis 2021 gültigen Vertrag. Mit Beginn der Spielzeit der Primera División am 17. Januar 2020 kam er auf Leihbasis beim Club Guaraní in 14 Punktspielen der Hinrunde, der Apertura, in sieben Punktspielen der Clausura, der Rückrunde und drei Ausscheidungsspielen der Clausura um die Paraguayische Meisterschaft zum Einsatz, in den er insgesamt elf Tore erzielte. Mit seiner Mannschaft erreichte er das am 30. Dezember 2020 in Asunción ausgetragene Finale, das jedoch mit 4:5 im Elfmeterschießen gegen den Club Olimpia verloren wurde; wobei er seinen Elfmeter als letzter Schütze vergab.
Guaraní übernahm Bobadilla im Januar 2021 fest in den Kader. Anschließend wechselte er im April 2021 per Leihe zu Fluminense Rio de Janeiro, dem ältesten Fußballverein der brasilianischen Metropole. Im Februar 2022 kehrte er nach Europa zurück und schloss sich FC Schaffhausen in der Schweizer Challenge League an.  Zur Saison 2023/24 unterzeichnete er einen Einjahresvertrag bei Bandirmaspor. Dort wurde sein Vertrag im Dezember 2023 aufgelöst. Daraufhin kehrte er im Januar 2024 zum FC Schaffhausen zurück. Im Sommer 2024 wechselte er zum Ligakonkurrenten FC Aarau.

### Nationalmannschaft
Im Vorfeld der Weltmeisterschaft 2010 in Südafrika stand aufgrund der vermeintlichen mexikanischen Herkunft seiner Mutter die Berufung in die mexikanische A-Nationalmannschaft zur Diskussion. Bobadilla stellte jedoch klar, dass seine Mutter Argentinierin sei. Im April 2013 berichteten paraguayische Medien, dass eines der Ziele einer angetretenen Europa-Reise des seinerzeitigen paraguayischen Nationaltrainers Gerardo Pelusso in Begleitung des Verbandsführungsmitglieds Jorge Cáceres auch eine Kontaktaufnahme mit Bobadilla sei, um die Möglichkeit eines möglichen Nationalelfeinsatzes des Spielers für Paraguay auszuloten. Dieser habe demnach paraguayische Vorfahren. Dabei handelte es sich nach anderen Presseberichten um seine Großmutter. Im März 2015 wurde er von Nationaltrainer Ramón Díaz erstmals für die Ende März 2015 terminierten Länderspiele gegen Costa Rica und Mexiko in die Nationalmannschaft von Paraguay berufen. Sein Debüt für die „Albirroja“ feierte er sodann am 26. März 2015 im Spiel gegen Costa Rica. Am 11. Mai 2015 wurde er von Nationaltrainer Díaz ins vorläufige, 30 Spieler umfassende Aufgebot für die Copa América 2015 berufen.
Im Oktober 2020 gab er sein Länderspiel-Comeback, als er gegen Peru beim 2:2-Unentschieden am 9. Oktober eingewechselt wurde.

## Erfolge
- Fußballmeisterschaft von Paraguay
  - Clausura-Finalist 2020 (mit dem Club Guaraní)
  - 2× Schweizer Meister mit dem FC Basel

## Persönliches
Einen Schatten auf seine Karriere werfen zahlreiche Verfehlungen und Skandale. Dazu zählen Alkohol am Steuer, Schlägereien, Undiszipliniertheiten, Ausraster, Tätlichkeiten, Fahrerflucht und Raserfahrten. So fuhr er am 24. Juli 2013 in einer 50-Stundenkilometerzone in Seewen SO mit 111 km/h deutlich zu schnell. Für dieses Vergehen wurde er zu einer bedingten Gefängnisstrafe von 16 Monaten zu einer Probezeit von vier Jahren sowie einer hohen Geldstrafe verurteilt.
Am 14. Oktober 2015 wurde Bobadillas Sohn geboren. Mutter des Kindes ist seine langjährige Freundin und mittlerweile Ehefrau, die ehemalige Miss Argentinien Joy Lasic.